# Одводилац палца
Одводилац палца стопала је фузиформни мишић који се налази површно и медијално у стопалу. Пратећи класификацију мишића стопала од површинских до дубоких, одводилац палца обухвата први (најповршнији) слој мишића заједно са кратким прегибачем прстију и малим одводиоцем прстију. С друге стране, ако се мишиће стопала проучавају по групама од средине према споља, овај мишић припада медијалним плантарним мишићима стопала заједно са малим прегибачем палца  и приводиоцем палца.

## Анатомија
Одводилац палца је мишић који се налази у медијалној ивици стопала и доприноси формирању проминенције која се примећује у овом региону. Умеће се иза испупчења калканеуса, прегибача ретинакулума и плантарне апонеурозу. 
Његово мишићно тело, релативно дебело позади, напред је спљоштено. Завршава се заједничком тетивом са медијалном главом кратког прегибача палца која се умеће на медијалну површину основе прве проксималне фаланге и са њом повезане сесамоидне кости. Његова медијална површина је површна и прекривена мишићном фасцијом и кожом. 

## Функција
Функција овог мишића је да отме и савије велики ножни прст. Ове радње доприносе стабилности стопала током ходања очувањем централног положаја палца и одржавањем медијалног уздужног свода стопала.

## Галерија
- Superficial dissection of the sole of the foot, showing the medial eminence formed by abductor hallucis
- Abductor hallucis muscle
- Coronal section through right talocrural and talocalcaneal joints